# Niedamirów
Niedamirów (przed 1945 r. niem. Kunzendorf) – wieś w Polsce położona w województwie dolnośląskim, w powiecie kamiennogórskim, w gminie Lubawka.

## Położenie
Wieś położona jest na obszarze wschodnich Karkonoszy, a dokładniej Lasockiego Grzbietu, w dolinie potoku Ostrężnik, lewego dopływu Bobru. Najniżej leżące zabudowania wkraczają na obszar Kotliny Kamiennogórskiej. Od południa i zachodu biegnie granica z Czechami. Wieś ciągnie się na przestrzeni 1,2 km na wysokości 535–580 m n.p.m. Od południa osłonięta jest górą Kalwaria (713 m n.p.m.) z ruinami kapliczki. Miejscowość zachowała układ wsi łańcuchowej, lecz ze znacznie przerzedzoną zabudową. Górna część wsi nie istnieje, natomiast dolna została zniekształcona nowszymi budynkami.

## Geologia
Pod względem geologicznym leży na obszarze wschodniej osłony granitu karkonoskiego. Podłoże zbudowane jest ze skał metamorficznych, głównie zieleńców i łupków.

## Podział administracyjny
W latach 1975–1998 miejscowość administracyjnie należała do województwa jeleniogórskiego.

## Historia
Niedamirów został założony w XIV w. jako wieś rycerska, należąca do śląskiego rodu rycerskiego von Seidlitz. W 1399 roku opat Mikołaj z Krzeszowa kupił ją dla klasztoru w Krzeszowie, wieś nie zmieniła właściciela do kasaty dóbr klasztornych w 1810 roku. W 1747 roku mieszkało tu 23 kmieci oraz 84 zagrodników i chałupników, a w 1810 roku było 116 budynków, w tym: szkoła katolicka, młyn wodny, gorzelnia i karczma, poza tym działało 38 warsztatów tkackich. Po 1945 roku charakter Niedamirowa nie zmienił się, w 1993 roku było tu 39 gospodarstw rolnych. Od 1945 roku do 15 maja 1991 roku w miejscowości stacjonowała Strażnica WOP Niedamirów, a następnie jako strażnica Straży Granicznej. Nieopodal wsi do 21 grudnia 2007 roku funkcjonowały przejścia graniczne na szlakach turystycznych: Niedamirów-Žacléř i Niedamirów-Horni Albeřice.

## Kultura
W 1991 roku w Niedamirowie powstał ośrodek pracy twórczej „Parada - Dom Trzech Kultur”. Od 1995 roku odbywają się tu „Festiwale Trzech Kultur”.

## Szlaki turystyczne
Przez Niedamirów przechodzą następujące szlaki turystyczne:
- - Lubawka - Dolina Srebrnika - Przełęcz Okraj,
- powyżej wsi biegnie  szlak graniczny Przełęcz Lubawska - Przełęcz Okraj
- Niedamirów granica – Miszkowice
- Niedamirów granica – Žacléř